# AFC Champions League 2004
De AFC Champions League 2004 was de tweede editie van dit voetbaltoernooi voor clubteams dat jaarlijks door de Asian Football Confederation (AFC) wordt georganiseerd.
Titelhouder was Al Ain FC uit de Verenigde Arabische Emiraten. Het toernooi werd gewonnen door Al-Ittihad Djedda uit Saoedi-Arabië door in de finale Seongnam Ilhwa Chunma uit Zuid-Korea over twee wedstrijden (1-3, 5-0) te verslaan.

## Deelname
Het was de eerste editie waarin volgens de ‘nieuwe visie’ van de AFC werd gespeeld. Hierin zijn de aangesloten landen in drie groepen ingedeeld. Enkel de veertien beste/sterkste landen mochten (elk twee) deelnemers in de Champions League laten meespelen. Titelhouder Al Ain FC was de 29e club die deelnam.
Centraal- en West-Azië
 Bahrein,  Irak,  Iran,  Koeweit,  Oezbekistan,  Qatar,  Saoedi-Arabië,  Verenigde Arabische Emiraten
Oost-Azië
 China,  Indonesië,  Japan,  Thailand,  Vietnam,  Zuid-Korea

## Wedstrijden

### Groepsfase
Titelhouder Al Ain FC was tot de kwartfinale vrij gesteld van spelen. In de deze fase moesten 28 clubs (2 uit elk land) in zeven groepen van vier strijden voor de overige zeven plaatsen in de kwartfinale.
Speeldata
1e wedstrijd: 10 en 11 februari
2e wedstrijd: 24 en 25 februari
3e wedstrijd: 6 en 7 april
4e wedstrijd: 20 en 21 april
5e wedstrijd: 4 en 5 mei
6e wedstrijd: 18 en 19 mei

#### Groep A
| # | Club               | AW                | W                 | G                 | V                 | PTN               | V-T               |
| - | ------------------ | ----------------- | ----------------- | ----------------- | ----------------- | ----------------- | ----------------- |
| 1 | Pakhtakor Tasjkent | 4                 | 2                 | 1                 | 1                 | 7                 | 3-1               |
| 2 | FC Zob Ahan        | 4                 | 1                 | 2                 | 1                 | 5                 | 4-5               |
| 3 | Qatar SC           | 4                 | 0                 | 3                 | 1                 | 3                 | 3-4               |
|   | Bahrein Riffa Club | trok zich terug * | trok zich terug * | trok zich terug * | trok zich terug * | trok zich terug * | trok zich terug * |

| Club               | PAK | QAT | ZOB | RIF |
| ------------------ | --- | --- | --- | --- |
| Pakhtakor Tasjkent |     | 1-0 | 2-0 |     |
| Qatar SC           | 0-0 |     | 0-0 |     |
| FC Zob Ahan        | 1-0 | 3-3 |     |     |
| Bahrein Riffa Club |     |     |     |     |

 * Bahrein Riffa Club trok zich tijdens het toernooi terug. Riffa werd hierop voor twee jaar uitgesloten voor alle AFC-competities. De al gespeelde wedstrijden werden geannuleerd. 

#### Groep B
| # | Club                     | AW                  | W                   | G                   | V                   | PTN                 | V-T                 |
| - | ------------------------ | ------------------- | ------------------- | ------------------- | ------------------- | ------------------- | ------------------- |
| 1 | Al-Wahda FC              | 4                   | 1                   | 3                   | 0                   | 6                   | 3-0                 |
| 2 | Al-Sadd Doha             | 4                   | 1                   | 2                   | 1                   | 5                   | 1-1                 |
| 3 | Al-Quwa Al-Jawiya Bagdad | 4                   | 1                   | 1                   | 2                   | 4                   | 1-4                 |
|   | Al-Qadisiya Koeweit      | gediskwalificeerd * | gediskwalificeerd * | gediskwalificeerd * | gediskwalificeerd * | gediskwalificeerd * | gediskwalificeerd * |

| Club                     | QUW | SAD | WAH | QAD |
| ------------------------ | --- | --- | --- | --- |
| Al-Quwa Al-Jawiya Bagdad |     | 1-0 | 0-0 |     |
| Al-Sadd Doha             | 1-0 |     | 0-0 |     |
| Al-Wahda FC              | 3-0 | 0-0 |     |     |
| Al-Qadisiya Koeweit      |     |     |     |     |

 * Al-Qadisiya Koeweit werd vanwege ongeregeldheden na afloop van de wedstrijd Al-Qadisiya - Al-Sadd gediskwalificeerd. De al gespeelde wedstrijden werden geannuleerd. 

#### Groep C
| # | Club              | AW                | W                 | G                 | V                 | PTN               | V-T               |
| - | ----------------- | ----------------- | ----------------- | ----------------- | ----------------- | ----------------- | ----------------- |
| 1 | Sharjah FC        | 4                 | 3                 | 1                 | 0                 | 10                | 10-4              |
| 2 | Al-Hilal Riyad    | 4                 | 2                 | 1                 | 1                 | 7                 | 6-6               |
| 3 | Al-Shuorta Bagdad | 4                 | 0                 | 0                 | 4                 | 0                 | 3-9               |
|   | Al-Ahli Manamah   | trok zich terug * | trok zich terug * | trok zich terug * | trok zich terug * | trok zich terug * | trok zich terug * |

| Club              | HIL | SHA | SHO | AHL |
| ----------------- | --- | --- | --- | --- |
| Al-Hilal Riyad    |     | 0-0 | 2-0 |     |
| Sharjah FC        | 5-2 |     | 2-0 |     |
| Al-Shuorta Bagdad | 1-2 | 2-3 |     |     |
| Al-Ahli Manamah   |     |     |     |     |

 * Al-Ahli Manamah trok zich voor aanvang van het toernooi terug nadat de voetbalbond zeven spelers opeiste voor het nationale elftal en het olympisch elftal. 

#### Groep D
| # | Club               | AW | W | G | V | PTN  | V-T   |
| - | ------------------ | -- | - | - | - | ---- | ----- |
| 1 | Al-Ittihad Djedda  | 6  | 4 | 1 | 1 | 13 * | 14-4  |
| 2 | Sepahan FC         | 6  | 4 | 1 | 1 | 13 * | 15-10 |
| 3 | Al-Arabi Koeweit   | 6  | 2 | 2 | 2 | 8    | 8-10  |
| 4 | FK Neftchi Fergona | 6  | 0 | 0 | 6 | 0    | 5-18  |

| Club               | ARA    | ITT | NEF | SEP |
| ------------------ | ------ | --- | --- | --- |
| Al-Arabi Koeweit   |        | 0-0 | 3-2 | 2-2 |
| Al-Ittihad Djedda  | 2-0    |     | 3-0 | 4-0 |
| FK Neftchi Fergona | 1-2 ** | 1-3 |     | 1-3 |
| Sepahan FC         | 3-1    | 3-2 | 4-0 |     |

* Rangschikking op basis onderling resultaat
** Op 26 mei gespeeld

#### Groep E
| # | Club                   | AW | W | G | V | PTN  | V-T   |
| - | ---------------------- | -- | - | - | - | ---- | ----- |
| 1 | Jeonbuk Hyundai Motors | 6  | 4 | 0 | 2 | 12 * | 14-5  |
| 2 | Júbilo Iwata           | 6  | 4 | 0 | 2 | 12 * | 14-11 |
| 3 | Shanghai Shenhua       | 6  | 3 | 0 | 3 | 9    | 7-9   |
| 4 | BEC Tero Sasana        | 6  | 1 | 0 | 5 | 3    | 6-16  |

| Club                   | BEC | JEO | JUB | SHA |
| ---------------------- | --- | --- | --- | --- |
| BEC Tero Sasana        |     | 0-4 | 2-3 | 4-1 |
| Jeonbuk Hyundai Motors | 4-0 |     | 1-2 | 0-1 |
| Júbilo Iwata           | 3-0 | 2-4 |     | 2-1 |
| Shanghai Shenhua       | 1-0 | 0-1 | 3-2 |     |

#### Groep F
| # | Club               | AW | W | G | V | PTN | V-T   |
| - | ------------------ | -- | - | - | - | --- | ----- |
| 1 | Dalian Shide       | 6  | 5 | 0 | 1 | 15  | 11-5  |
| 2 | Hoàng Anh Gia Lai  | 6  | 2 | 1 | 3 | 7 * | 8-11  |
| 3 | Krung Thai Bank FC | 6  | 2 | 1 | 3 | 7 * | 10-10 |
| 4 | PSM Makassar       | 6  | 2 | 0 | 4 | 6   | 9-12  |

| Club               | DAL | HOA | KRU | PSM |
| ------------------ | --- | --- | --- | --- |
| Dalian Shide       |     | 2-0 | 3-1 | 2-1 |
| Hoàng Anh Gia Lai  | 3-1 |     | 0-1 | 5-1 |
| Krung Thai Bank FC | 0-2 | 2-2 |     | 1-2 |
| PSM Makassar       | 0-1 | 3-0 | 2-3 |     |

 * Rangschikking op basis onderling resultaat 

#### Groep G
| # | Club                  | AW | W | G | V | PTN  | V-T  |
| - | --------------------- | -- | - | - | - | ---- | ---- |
| 1 | Seongnam Ilhwa Chunma | 6  | 5 | 0 | 1 | 15 * | 24-6 |
| 2 | Yokohama F. Marinos   | 6  | 5 | 0 | 1 | 15 * | 20-3 |
| 3 | Persik Kediri         | 6  | 1 | 1 | 4 | 4    | 5-27 |
| 4 | Bình Ðịnh FC          | 6  | 0 | 1 | 5 | 1    | 3-17 |

| Club                  | BIN | PER  | SEO | YOK |
| --------------------- | --- | ---- | --- | --- |
| Bình Ðịnh FC          |     | 2-2  | 1-3 | 0-3 |
| Persik Kediri         | 1-0 |      | 1-2 | 1-4 |
| Seongnam Ilhwa Chunma | 2-0 | 15-0 |     | 0-1 |
| Yokohama F. Marinos   | 6-0 | 4-0  | 1-2 |     |

 * Rangschikking op basis doelsaldo (nadat het onderlinge resultaat 2-2 geen beslissing gaf) 

### Kwartfinale
De heenwedstrijden werden op 14 en 15 september gespeeld, de terugwedstrijden op 21 en 22 september.
| Team 1                | Tot. | Team 2                 | 1e wedstr. | 2e wedstr. |
| --------------------- | ---- | ---------------------- | ---------- | ---------- |
| Dalian Shide          | 1-2  | Al-Ittihad Djedda      | 1-1        | 0-1        |
| Al Ain                | 1-5  | Jeonbuk Hyundai Motors | 0-1        | 1-4        |
| Al-Wahda FC           | 1-5  | Pakhtakor Tasjkent     | 1-1        | 0-4        |
| Seongnam Ilhwa Chunma | 11-2 | Sharjah FC             | 6-0        | 5-2        |

### Halve Finale
De heenwedstrijden werden op 19 en 20 oktober gespeeld, de terugwedstrijden op 26 en 27 oktober.
| Team 1                | Tot. | Team 2                 | 1e wedstr. | 2e wedstr. |
| --------------------- | ---- | ---------------------- | ---------- | ---------- |
| Al-Ittihad Djedda     | 4-3  | Jeonbuk Hyundai Motors | 2-1        | 2-2        |
| Seongnam Ilhwa Chunma | 2-0  | Pakhtakor Tasjkent     | 0-0        | 2-0        |

### Finale
De heenwedstrijd werd op 24 november gespeeld, de terugwedstrijd op 1 december.
| Team 1            | Tot. | Team 2                | 1e wedstr. | 2e wedstr. |
| ----------------- | ---- | --------------------- | ---------- | ---------- |
| Al-Ittihad Djedda | 6-3  | Seongnam Ilhwa Chunma | 1-3        | 5-0        |